# 8592 Rubetra
A 8592 Rubetra (ideiglenes jelöléssel 1188 T-1) a Naprendszer kisbolygóövében található aszteroida. Cornelis Johannes van Houten, Ingrid van Houten-Groeneveld és Tom Gehrels fedezte fel 1971. március 25-én.